# Марина Урбанц
Марина Урбанц (Крањ, 20. јануар 1957) је југословенска и словеначка филмска и позоришна глумица.

## Биографија
Рођена је у Крању. Завршила је Економски факултет у Љубљани. Први пут је глумила са петнаест година у филму Кад дође лав Боштјана Хладника. За улогу Марјетице у овом филму добила је награду за најбољу дебитантску женску улогу на фестивалу у Нишу. На истом фестивалу 1976. године добила је и награду за главну улогу у Хладниковом филму Беле трава.

## Улоге
|                   | 1970 | 1980 | Укупно |
| ----------------- | ---- | ---- | ------ |
| Дугометражни филм | 6    | 2    | 8      |

| Год.   | Назив           | Улога \|- style="background: Lavender; text-align:center; " | 1970.е_ | 1970.е_ | 1970.е_ | 1970.е_ |
| 1972.  | Кад дође лав    | Марјетица                                                   |         |         |         |         |
| 1973.  | Бегунац         | Девојка                                                     |         |         |         |         |
| 1973.  | Лет мртве птице | /                                                           |         |         |         |         |
| 1974.  | Пролећни ветар  | Девојка                                                     |         |         |         |         |
| 1976.  | Беле траве      | /                                                           |         |         |         |         |
| 1979.  | Убиј ме нежно   | /                                                           |         |         |         |         |
| 1980.е |                 |                                                             |         |         |         |         |
| 1981.  | Ерогена зона    | Мет                                                         |         |         |         |         |
| 1986.  | Време без бајки | /                                                           |         |         |         |         |